# (6708) Bobbievaile
(6708) Bobbievaile (1989 AA5) – planetoida z grupy pasa głównego asteroid okrążająca Słońce w ciągu 3,83 lat w średniej odległości 2,45 j.a. Odkryta 4 stycznia 1989 roku.

## Księżyc planetoidy
7 maja 2009 roku ogłoszono odkrycie księżyca tej planetoidy. Ma on średnicę ok. 4,5 km. Obydwa składniki obiegają wspólny środek masy w czasie 24,7 godziny. Odległość je dzieląca to ok. 20 km.